# Manchester, Ohio
Manchester är en by (village) i Adams County i Ohio, vid Ohiofloden. Vid 2010 års folkräkning hade Manchester 2 023 invånare.